# Pararge fortunata
Pararge fortunata är en fjärilsart som beskrevs av Hans Fruhstorfer 1908. Pararge fortunata ingår i släktet Pararge och familjen praktfjärilar. Inga underarter finns listade i Catalogue of Life.